# Felicísimo Fajardo
Felicísimo Fajardo, né le 17 mars 1914, à Floridablanca, aux Philippines et décédé en août 2001, est un ancien joueur et entraîneur philippin de basket-ball. Il est le frère de Gabriel Fajardo.